# جياني كومانديني
جياني كومانديني (بالإيطالية: Gianni Comandini)‏ لاعب كرة قدم ايطالي سابق، لعب للعديد من الاندية الايطالية، ابرزها نادي إيه سي ميلان، نادي جنوى ونادي فيتشينزا ونادي أتالانتا. واعتزل بسن 28 بعد مسيرة غير ناجحة كروياً، واتجه للموسيقى ولم ينجح، ففتح وكالة سفريات، ثم افتتح مطعم.

## مسيرته الكروية
التحق كومانديني عام 1996 بـنادي تشيزينا في دوري الدرجة الثانية، ثم انتقل نادي مونتيفارشي، ثم انتقل إلى دوري الدرجة الأولى مع نادي فيتشينزا، وكان هداف النادي خلال موسم 1999-2000 بـ 20 هدف. وفي نهاية الموسم اشتراه نادي إيه سي ميلان لكنه فشل في اثبات قدراته، على الرغم من تألقه في ديربي ميلان، ظل على دكة الاحتياط، حتى انتقاله إلى نادي اتالانتا، الذي لعب له 3 مواسم. انتقل بعدها إلى نادي جنوى.

### بطل لمباراة واحدة
التقى فريقا ميلان وإنتر في 11 مايو 2001، خلال منافسات الجولة الثلاثين من الدوري الإيطالي موسم 2000-2001، في ديربي غضب جديد بين الفريقين، وعلى الرغم من تقدم إنتر على ميلان في جدول ترتيب الدوري، ولكن النادي اللومباردي تمكن من سحق إنتر بنتيجة «6-0»، ليحقق أكبر انتصار له على إنتر في التاريخ.
كانت تلك الليلة الأسوأ في ديربي المادونينا بالخسارة بستة أهداف نظيفة مع المدرب ماركو تارديلي، وموسم من أسوأ مواسم الإنتر، فُمهاجم مغمور مثل كومانديني لم يلعب دوليًا وليس له اسم على صعيد دوري الدرجة الأولى «فكل تألقه كان مع فرق بالدرجات الأدنى» يفعل ما فعله بإنتر ويسجل هدفين مباغتين في أول 20 دقيقة وبالتحديد في الدقيقتين 3 و19 قادا الميلان لاكتساح خصمه وجاره اللدود «إنتر» بستة أهداف ورغم أن موسم الميلان هو الآخر لم يكن طيبًا.

### مع المنتخب
على المستوى الدولي شارك كومانديني مع المنتخب الإيطالي إلى جانب اندريا بيرلو في بطولة أوروبا تحت سن 21 كما شارك مع المنتخب في اولمبياد سيدني عام 2000 م، تحت قيادة ماركو تارديللي.

## روابط خارجية
- جياني كومانديني على موقع الاتحاد الدولي (مؤرشف)  (الإنجليزية)
- جياني كومانديني على موقع قاعدة بيانات كرة القدم.إي يو (الإنجليزية)
- جياني كومانديني على موقع عالم كرة القدم.نت (الإنجليزية)
- جياني كومانديني على موقع أوليمبيديا (الإنجليزية)